# Секвоя
Вижте пояснителната страница за други значения на Секвоя.
Sequoia sempervirens е еднодомен дървесен вид от род Секвоя, семейство Кипарисови (Cupressaceae), видът е единствен жив представител на своя род. На български е известен като секвоя и по-ограничено като калифорнийска секвоя, а в специализираната литература – и като вечнозелена секвоя. На английски видът е известен като redwood, coastal redwood и California redwood („червено дърво“, „крайбрежно червено дърво“ и „калифорнийско червено дърво“). Под влияние на популярните английски имена през последните години зачестява използването на името крайбрежна секвоя и на български.
Sequoia sempervirens е ботаническа икона поради факта, че най-високите дървета в света принадлежат към него. Съвременният рекорд се държи от едно дърво, наречено Хиперион, високо 115,85 m и с диаметър на ствола от 7,8 m, което се предполага, че е на възраст над 600 години. Историческите рекорди обаче са значително по-високи – до около 130 m и диаметър на ствола на нивото на гърдите до 10 m. Видът достига възраст от над 2000 години, което го прави едно от най-дълговечните дървета.
Родът е кръстен от австрийския биолог Щефан Ендлихер (Stephan Endlicher) през 1847 г. в чест на починалия 3 години по-рано вожд на индианското племе чероки Sequoyah, известен с разработването на сричкова азбука за езика чероки. Вечнозелената секвоя в диво състояние се среща в тясна ивица, дълга 750 km и широка 8 – 75 km по протежението на Тихия океан в Калифорния, Северна Америка. Видът е интродуциран в почти всички субтропични и достатъчно топли умерени зони на света: Австралия, Нова Зеландия, Китай, в почти всички европейски страни от Азия и Африка. В България Sequoia sempervirens се култивира ограничено още от средата на XX век.
Обемът на секвоята достига до над 1000 m³ дървесина от едно дърво. Поради голямата височина и тежест на тези дървета голяма част от дървения материал се уврежда при отсичане. Този факт възмущава общественото мнение в Калифорния и води до движение за защита на тези дървета от дърводобив. Кората на дървото достига до 30 cm дебелина, сравнително мека е, като цветът ѝ е червеноканелен. Дебелата кора е адаптация, свързана с честите пожари в района на естественото разпространение. По броя на годишните пръстени е установено, че най-старите секвои са на възраст от около 2200 години.
Единственият вид, който принадлежи към род Секвоя, и който може да бъде наричан секвоя в научния смисъл на това име, е Sequoia sempervirens. Названието „секвоя“ обаче често се използва и за гигантска секвоя (Sequoiadendron giganteum), представител на друг ботанически род. Проблемът с популярното име на този вид е сложен, защото, наричайки го „секвоя“, се стига до объркване – много хора вярват, че именно той е най-високото дърво в света. Или още по-лошо, смесват Sequoiadendron giganteum и Sequoia sempervirens, приемайки ги за един вид. Проблемът се корени в това, че в България систематично в научната и научнопопулярна литература като най-високо дърво е посочена секвоята, без да се посочва коя секвоя. Освен това видовият епитет giganteum също допринася за създаване на това погрешното впечатление. По тази причина в българската научна литература Sequoiadendron giganteum систематично е наричан мамутово дърво. Популярното име на Sequoiadendron giganteum на английски е giant sequoia, но там това не води до объркване, защото най-високият дървесен вид в света в английската литература е посочен като coast redwood (Sequoia sempervirens).

## Гигантски секвои в България
В България най-старият екземпляр от Sequoia sempervirens се намира в градския парк на гр. Сандански, но видът може да се отглежда на по-топлите места в Южна и дори в Северна България и навсякъде по Черноморието. В България секвоята страда от липсата на достатъчно въздушна влага, поради което липсват екземпляри със значителни размери.

## Други
На секвоята е наречена улица в квартал „Бояна“ в София (Карта).

## Галерия
- Шишарка и семена на Sequoia sempervirens.
- Секвои в Националния парк Редууд, Калифорния.